# Jorge Meléndez
Jorge Meléndez (født 15. april 1871 i San Salvador, El Salvador, død 22. november 1953 samme sted) var en salvadoransk politiker, der var landets præsident fra 1. marts 1919 til 1. marts 1923.